# Kanazawa
Pour les articles homonymes, voir Kanazawa (homonymie).
 (novembre 2023).
Si vous disposez d'ouvrages ou d'articles de référence ou si vous connaissez des sites web de qualité traitant du thème abordé ici, merci de compléter l'article en donnant les références utiles à sa vérifiabilité et en les liant à la section « Notes et références ».
Kanazawa (金沢市, Kanazawa-shi) est une ville du Japon, dans la préfecture d'Ishikawa, dont elle est la capitale.

## Toponymie
Le toponyme « Kanazawa » signifie littéralement « marécage de l'or ». Il fait référence à une ancienne légende qui veut qu'un paysan du nom de Imohori Togoro ait trouvé de l'or en creusant le sol pour y planter des pommes de terre et des céréales.

## Géographie

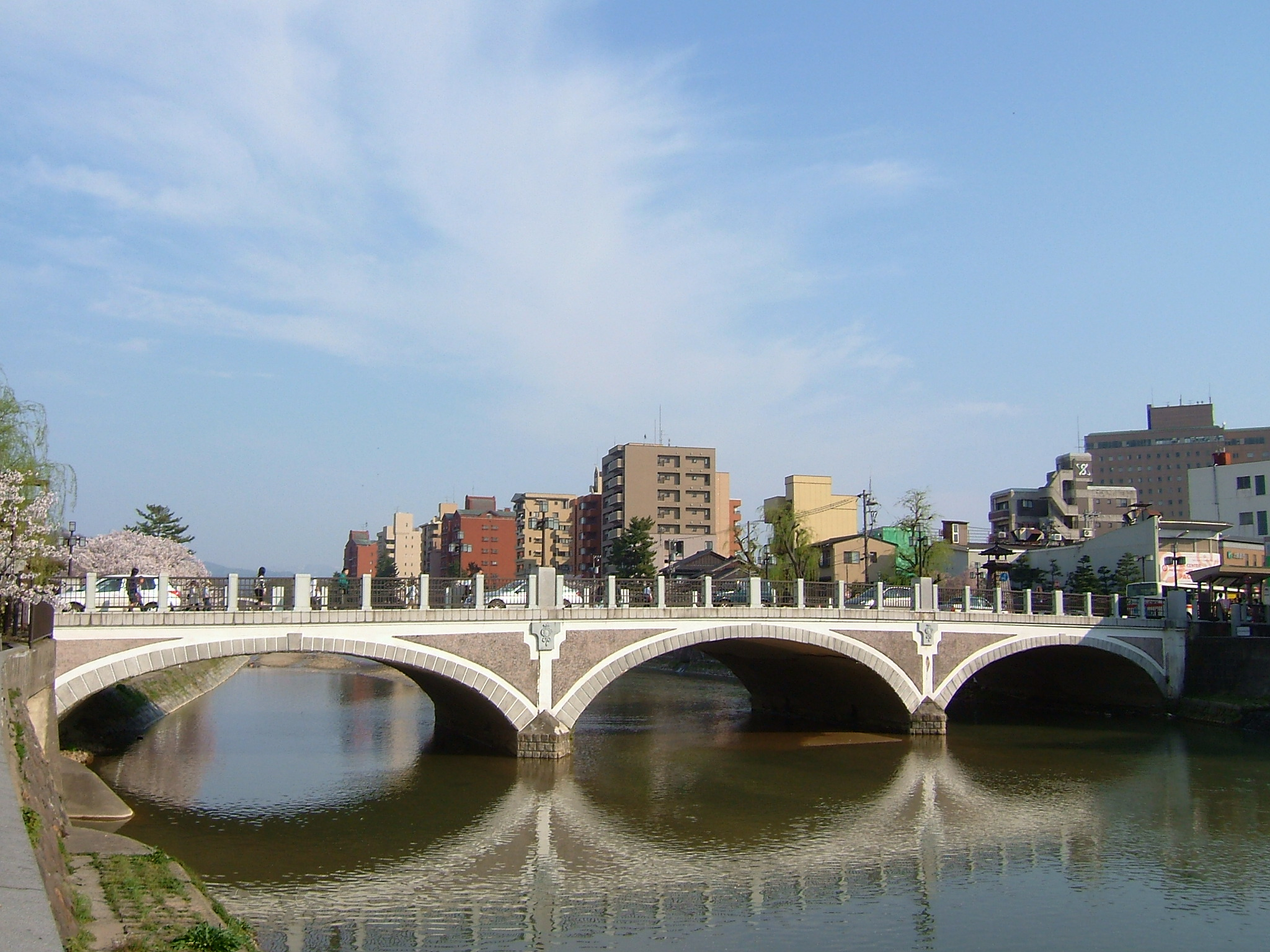
La rivière Asano au cœur de Kanazawa.

### Situation
La ville de Kanazawa est bordée par les Alpes japonaises, le parc national Hakusan et la mer du Japon.

### Démographie
En 2018, la population était de 466 029 habitants, répartis sur une superficie de 467,77 km2 (densité de population de 978 hab./km2).

### Climat
Le temps à Kanazawa est pluvieux. La moyenne des températures est semblable à celle de Tōkyō bien que faiblement plus fraîche. Les températures sont principalement de 4 °C en janvier, 15 °C en avril, 25 °C en juillet-août, 15 °C en octobre et 5 °C en décembre. La température minimum enregistrée était de −2,3 °C en 2002, et la plus forte température était de 37,5 °C toujours en 2002. La ville est relativement humide avec un taux d'humidité moyen de 73 % et en moyenne 168 jours de pluie par an. Les précipitations sont les plus fortes en automne et en hiver. Il pleut en moyenne 250 mm par mois de novembre à janvier.
| Mois                                             | jan.      | fév.      | mars      | avril     | mai       | juin      | jui.      | août      | sep.      | oct.      | nov.      | déc.      | année     |
| ------------------------------------------------ | --------- | --------- | --------- | --------- | --------- | --------- | --------- | --------- | --------- | --------- | --------- | --------- | --------- |
| Température minimale moyenne (°C)                | 1,2       | 1         | 3,4       | 8,2       | 13,6      | 18,4      | 22,9      | 24,1      | 19,9      | 13,9      | 8,1       | 3,5       | 11,5      |
| Température moyenne (°C)                         | 4         | 4,2       | 7,3       | 12,6      | 17,7      | 21,6      | 25,8      | 27,3      | 23,2      | 17,6      | 11,9      | 6,8       | 15        |
| Température maximale moyenne (°C)                | 7,1       | 7,8       | 11,6      | 17,3      | 22,3      | 25,5      | 29,5      | 31,3      | 27,2      | 21,8      | 15,9      | 10,2      | 19        |
| Record de froid (°C) date du record              | −9,7 1904 | −9,4 1942 | −8,3 1936 | −1,6 1911 | 1,5 1902  | 6,8 1906  | 11 1903   | 13,1 1884 | 7,6 1908  | 2,2 1891  | −0,7 1929 | −6,7 1882 | −9,7 1904 |
| Record de chaleur (°C) date du record            | 21,2 1916 | 23,6 1954 | 27,1 1979 | 31,6 1972 | 33,7 1982 | 36,1 1978 | 37,4 2015 | 38 1994   | 38,5 1902 | 33,1 1994 | 28,4 1977 | 24,7 2018 | 38,5 1902 |
| Ensoleillement (h)                               | 62,3      | 86,5      | 144,8     | 184,8     | 207,2     | 162,5     | 167,2     | 215,9     | 153,6     | 152       | 108,6     | 68,9      | 1 714,1   |
| Précipitations (mm)                              | 256       | 162,6     | 157,2     | 143,9     | 138       | 170,3     | 233,4     | 179,3     | 231,9     | 177,1     | 250,8     | 301,1     | 2 401,5   |
| dont neige (cm)                                  | 67        | 53        | 13        | 0         | 0         | 0         | 0         | 0         | 0         | 0         | 1         | 24        | 157       |
| Nombre de jours avec précipitations              | 23,4      | 18,6      | 15,7      | 12        | 10,4      | 10,6      | 12,9      | 9,3       | 12        | 12,7      | 17        | 22,6      | 177,3     |
| dont nombre de jours avec précipitations ≥ 10 mm | 10        | 5,3       | 5,8       | 5,4       | 4,6       | 5,1       | 6,1       | 4,8       | 6,4       | 5,9       | 8,4       | 11,2      | 79        |
| Humidité relative (%)                            | 74        | 70        | 66        | 64        | 67        | 74        | 75        | 72        | 73        | 70        | 70        | 72        | 70        |
| Nombre de jours avec neige                       | 12,2      | 10,3      | 2,6       | 0,2       | 0         | 0         | 0         | 0         | 0         | 0         | 0,2       | 5         | 30,4      |

| Diagramme climatique                                  |           |              |              |             |               |               |               |               |               |              |              |
| J                                                     | F         | M            | A            | M           | J             | J             | A             | S             | O             | N            | D            |
| 7,11,2256                                             | 7,81162,6 | 11,63,4157,2 | 17,38,2143,9 | 22,313,6138 | 25,518,4170,3 | 29,522,9233,4 | 31,324,1179,3 | 27,219,9231,9 | 21,813,9177,1 | 15,98,1250,8 | 10,23,5301,1 |
| Moyennes : • Temp. maxi et mini °C • Précipitation mm |           |              |              |             |               |               |               |               |               |              |              |

### Hydrographie
La ville de Kanazawa est traversée par le fleuve Sai et la rivière Asano.

## Histoire
La ville moderne de Kanazawa a été fondée le 1er avril 1889.
La ville a été dirigée par le clan Maeda de 1583 jusqu’à la restauration Meiji en 1868.

### Le royaume du paysan

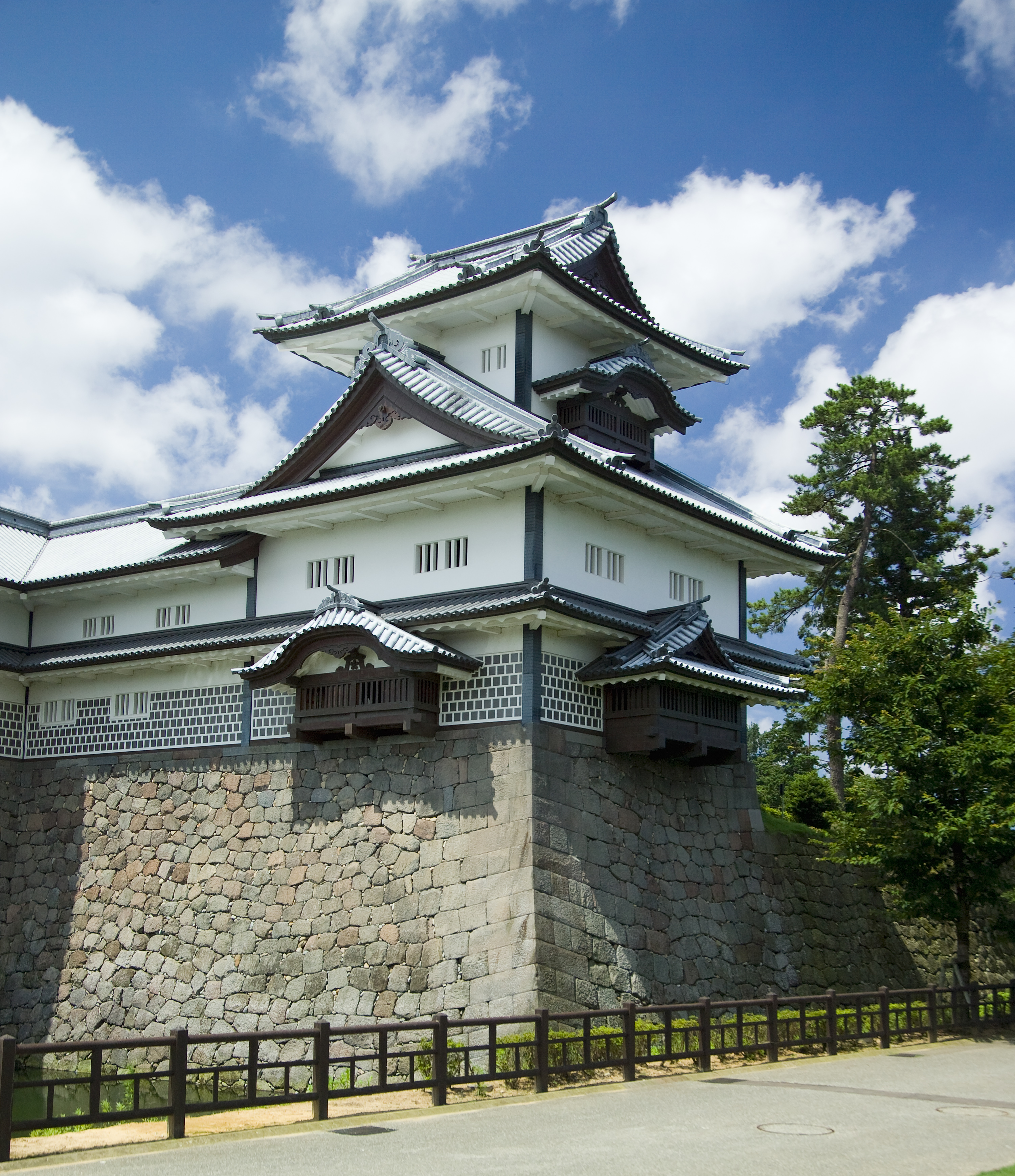
Détail du château de Kanazawa.

Comme dans de nombreuses villes du Japon le château, Kanazawa-jo, marque le centre de la ville qui est venu se développer autour. Ce site d'implantation est l'œuvre des Ikkō-ikki et date du XVe siècle lors de la guerre d'Onin. À cette période, la secte bouddhiste Amida nourrit une révolte dans la province de Kaga sous la pression d'un grand seigneur, Masachika Togashi. Composée de samouraïs de basse caste et de paysans formés au combat (les Ikkō-ikki), c'est une véritable armée qui implante son quartier général aux lieu et place du château et qui dirige la partie Sud de ce qui est aujourd'hui la préfecture d'Ishikawa. Durant cette période de troubles et de guerres internes du XVe siècle, le pouvoir du Shogun diminue au profit de celui de ses gouverneurs régionaux qui se retrouvent libres de diriger leurs fiefs comme bon leur semble.
C'est dans ce contexte qu'arrive dans la province de Kaga un prêtre du nom de Rennyo de la secte des Hongan-ji du Jōdo shinshū de Kyoto. Voulant répandre la foi et les valeurs de sa secte, il va se heurter aux samouraïs et paysans de la secte Amida. Rennyo et ses disciples étant sous la protection du temple central de Kyoto, qui possède de nombreux Ikko, leur implantation se passe relativement bien. Au fil des ans la puissance des gouverneurs régionaux diminue énormément et permet à des disciples de Rennyo d'assouvir leurs ambitions politiques jusqu’à pousser au suicide le dernier gouverneur Togashi en 1488.
Pendant le siècle qui va suivre, la province de Kaga est dirigée par les Ikkō-ikki qui créèrent une sorte de république que l'histoire a nommé « le Royaume du paysan ». Ils s'établirent sur le bastion que représente le site de Gobo à Kanazawa où est implanté le château à l'heure actuelle. Flanquée de hautes collines et entouré par les fleuves, cette implantation apparaît comme naturelle pour y établir la forteresse. Autour de cette place, la première ville de Kanazawa se développe avec des résidences et des bâtiments religieux auxquels viennent se rajouter des commerces.
On retrouve encore aujourd'hui une hiérarchisation de l'occupation de la ville par des catégories spécifiques de population (le quartier des samouraïs, des geishas, du marché, etc.). Ce type de ville conçue pour la pratique de la guerre était aussi très riche de temples et de jardins. La ville ressemblait à une ville européenne du Moyen Âge en termes de structure avec le château et les bâtiments religieux dans le centre fortifié de la ville et entouré de douves, ici naturellement mis à disposition de par la topographie du terrain et la présence de cours d'eau.

### Kanazawa et la famille Maeda

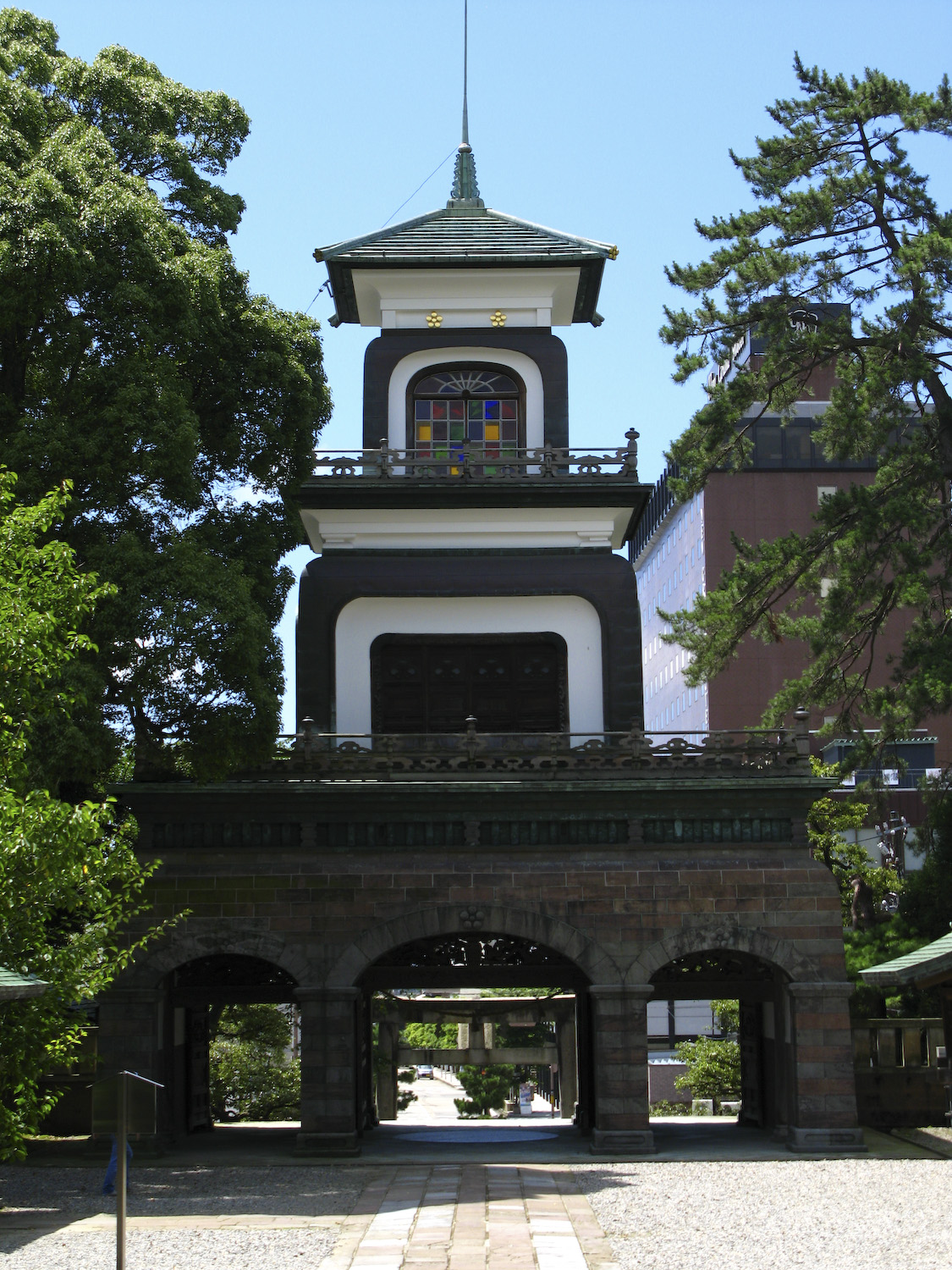
Grande porte du temple Oyama, mélange d'architecture européenne et japonaise.

Le royaume prit fin en 1580 avec l'arrivée d'un général appelé Sakuma Morimasa (un vassal de Oda Nobunaga) qui a attaqué le petit royaume des paysans et a réussi à renverser la place forte du Gobo. Ayant touché une forte récompense pour sa victoire, ce général pensait reconstruire la ville et y établir une grande base militaire. Cependant son règne fut de courte durée car trois ans après la prise de la ville, Toyotomi Hideyoshi avec le seigneur Maeda Toshiie qui constituaient la garde avancée de l'armée ont pris la ville et renversé Sakuma Morimasa (qui avait pris parti pour l'un des fils d'Oda Nobunaga après l'assassinat de celui-ci, contre un autre fils soutenu par Hideyoshi). Comme récompense pour sa bravoure, Maeda Toshiie reçut le fief de Kaga en plus de la péninsule de Noto qu'il dirigeait déjà. Le clan Maeda fut l'un des plus puissants du Japon et aussi l'un des plus obscurs de par ses ambitions politiques et les positions qu'il prenait. Ainsi ce n'est que quand Toshiie mourut en 1599 que son importance dans l'établissement du shogunat des Tokugawa fut révélée. À sa mort, son fils Toshinaga lui érigea un tombeau à Kanazawa sur le site de Utatsu-Hachimangu, et se faisant un devoir de mémoire et de respect pour son ancêtre.
Quand le féodalisme a été supprimé et que les fiefs ont été congédiés après la révolution de Meiji, les anciens samouraïs ont réuni leurs richesses et construit le tombeau d'Oyama sur l'emplacement du palais de Kanaya, afin d'accorder à la sépulture de Toshiie un monument plus imposant et représentatif du respect qu'ils avaient pour lui. La porte du tombeau, construite en 1875, est une réalisation entre Européens et Japonais unique où l'on retrouve un mélange de style dans l'architecture et les matériaux employés.
Le fils le plus âgé de Toshiie, Toshinaga, est né en 1562 alors que Toshiie avait 26 ans. Il épousa à l'âge de 20 ans la fille de Nobunaga et devint le seigneur du château d'Echizen-Fuchū tout en assurant la régence des châteaux de Matto, Moriyama et Toyama. Il hérita de l'intendance du clan des Maeda en 1598 et c'est à la bataille de Sekigahara en 1600 qu'il affirma ses ambitions politiques en s'alliant avec Tokugawa Ieyasu. Cette alliance lui permit d'agrandir son territoire vers l'Est autour d'Edo (actuellement Tokyo). Il prit la place de son père en tant qu'un des cinq régents que Hideyoshi avait nommé pour régir le pays tant que son fils était mineur. Bien qu'allié des Tokugawa, il n'hésita pas à s'opposer à eux pour protéger son territoire contre la pression que mettait Ieyasu sur les villages et les postes militaires entre les provinces. Toshinaga est mort en 1614 après une retraite dans le château de Toyama.

### Toshitsune
Son fils Toshitsune (1593-1658) était naturellement désigné pour prendre la succession du clan. Bien que de nombreuses alliances existassent avec des familles voisines, Toshitsune prit un soin particulier à éviter toute implication ou démonstration d'ambition militaire ou politique. Au lieu de cela, il fit étalage de ses talents de gestionnaire et de médiateur pour régler les affaires internes du clan aussi bien que les problèmes externes. Aussi, au lieu d'investir la richesse des Maeda dans la guerre, il injecta cet argent dans les métiers artistiques et culturels qui, compte tenu de la richesse de la région et de la fortune des Maeda, se sont développés rapidement. C'est aussi Toshitsune qui fonda l'Office d'exécution de Kaga et favorisa par son biais le travail artisanal (laque, dorures, calligraphie…) en rassemblant des artisans de tout le pays.

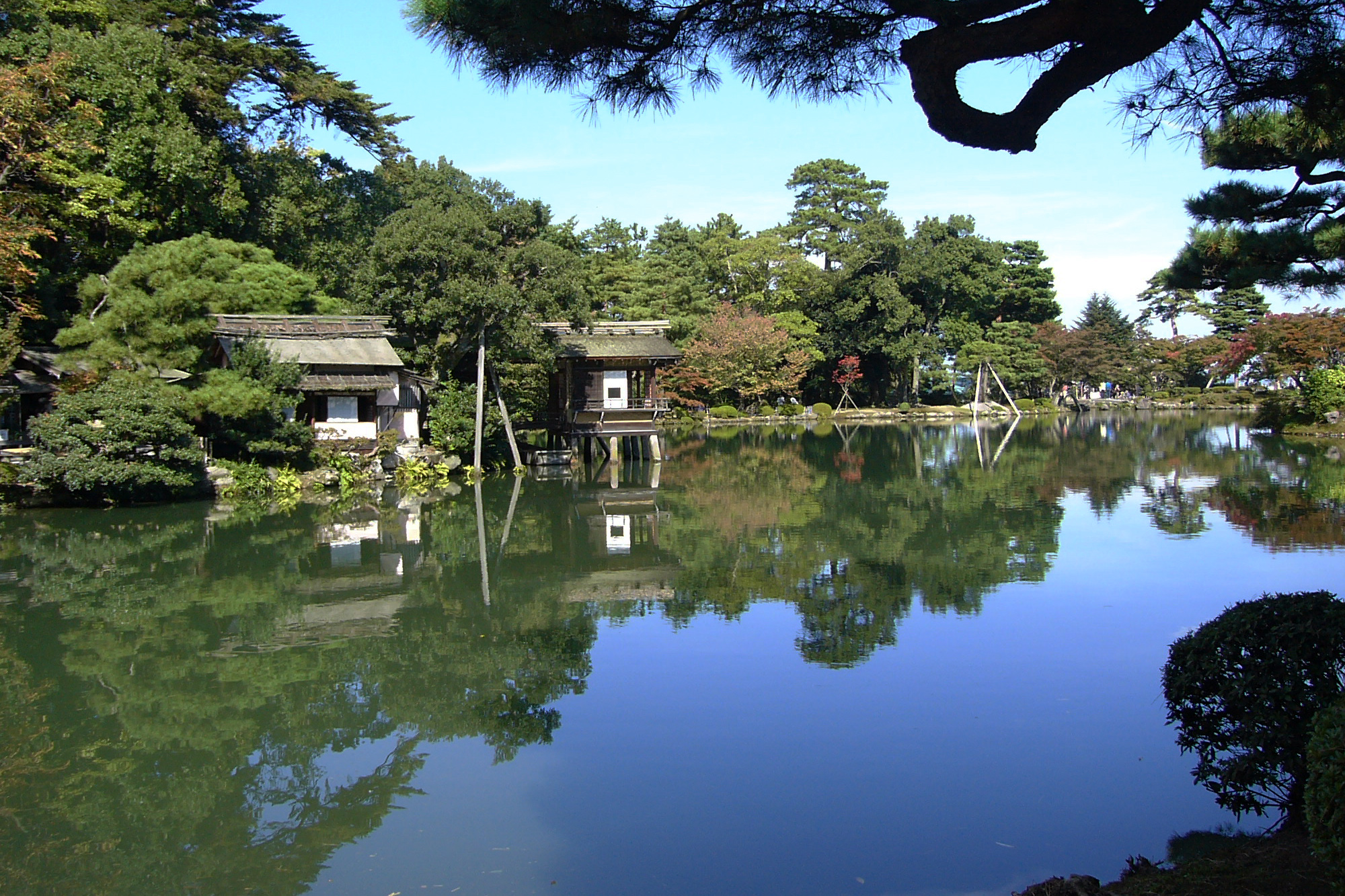
Le jardin Kenroku-en établi par Toshitsune.

Cet abandon de la voie guerrière eut pour effet de diminuer la pression du Shogun qui était constamment fixée sur la province de Kaga depuis la bataille de Sekigahara. La province devint réputée dans tout le Japon pour son artisanat et les manifestations culturelles qui s'y déroulaient. Kanazawa était alors une des villes les plus grandes du Japon et Kaga était classée comme province à "un million de koku" (le koku est l'unité du revenu des samouraïs pendant la période féodale et il correspond à 150 kg de riz). Les provinces et la famille Maeda devinrent tellement riches que lorsque Toshitsune partagea les terres entre ses fils, la richesse de Kaga et des Maeda n'en fut pas beaucoup affectée. Tout au long de la période Edo, la ville a prospéré et sa richesse économique et culturelle ne cessa de croître et rivalisa même avec Kyoto. À titre d'exemple, le revenu de la province de Kaga atteignait plus d'un million de koku (environ 1,3 million). S'il fallait comparer avec des valeurs actuelles, la province de Kaga rapporterait à l'année l'équivalent d'environ 500 millions d'euros.
En 1631, un feu éclata près du pont de Saigawa et détruisit une grande partie de la ville dont le château. Toshitsune décida donc, outre la reconstruction du château, d'aménager un grand canal permettant d'apporter l'eau du fleuve Saigawa au château. Un plan audacieux qui consistait à aller prendre l'eau loin en amont en creusant des kilomètres de canaux afin d'alimenter le château par le biais d'un réseau souterrain et de surface. Des canalisations soigneusement posées sur plus de 3 km le long du Kodatsuno avec une pente de 750:1 alimentent le château et des lacs artificiels. C'est ainsi que les étangs du jardin Kenroku-en, dont Kasumigaike (霞ケ池), sont construits pour servir d'approvisionnement de secours. Ils sont reliés au château situé à un point plus bas par des rigoles et des canalisations. Une légende locale veut que ces lacs servent avant tout à inonder brutalement les fossés et les alentours du château emportant les attaquants éventuels.

### L’ère Meiji
Pendant la période de Meiji, les châteaux sont la propriété du gouvernement central qui considère ceux-ci avec peu d'estime. Devenus obsolètes et étant le symbole d'une époque passée archaïque, de nombreux châteaux sont démantelés dans tout le Japon. Le château de Kanazawa échappe à ce funeste sort et devient la base de la neuvième division de l'armée impériale. Malheureusement, la majorité des bâtiments ont été remaniés et remplacés pour les besoins militaires des occupants. Ce qui restait des bâtiments d'origine fut détruit lors d'un incendie qui ravagea une autre bonne partie du site en 1888. Ainsi occupé par l'armée jusqu’à la fin de la Deuxième Guerre mondiale, ce n'est qu'en 1949 que le château changea de désignation et abrita l'université de Kanazawa. Elle va l'occuper pendant dix ans avant qu'un campus ne soit construit sur les collines bordant la ville. Depuis 1960, et pour la première fois en l'espace de plus de 400 ans, l'emplacement est un parc que l'on peut visiter. Le château a subi des travaux et la version actuelle du château n'a que quelques dizaines d'années d'existence.

## Politique
Tamotsu Yamade est maire de Kanazawa de 2005 à 2010. Yukiyoshi Yamano lui succède en 2010.

## Transports
La gare de Kanazawa est la principale gare de la ville. Elle est desservie par des lignes classiques des compagnies JR West et IR Ishikawa Railway. La ville est reliée depuis mars 2015 à Tokyo par la ligne Shinkansen Hokuriku en 2 h 30 min.
L'aéroport le plus proche de la ville, est celui de Komatsu. En plus du Japon, cet aéroport dessert Séoul, Taipei et Shanghai.

## Culture locale et patrimoine

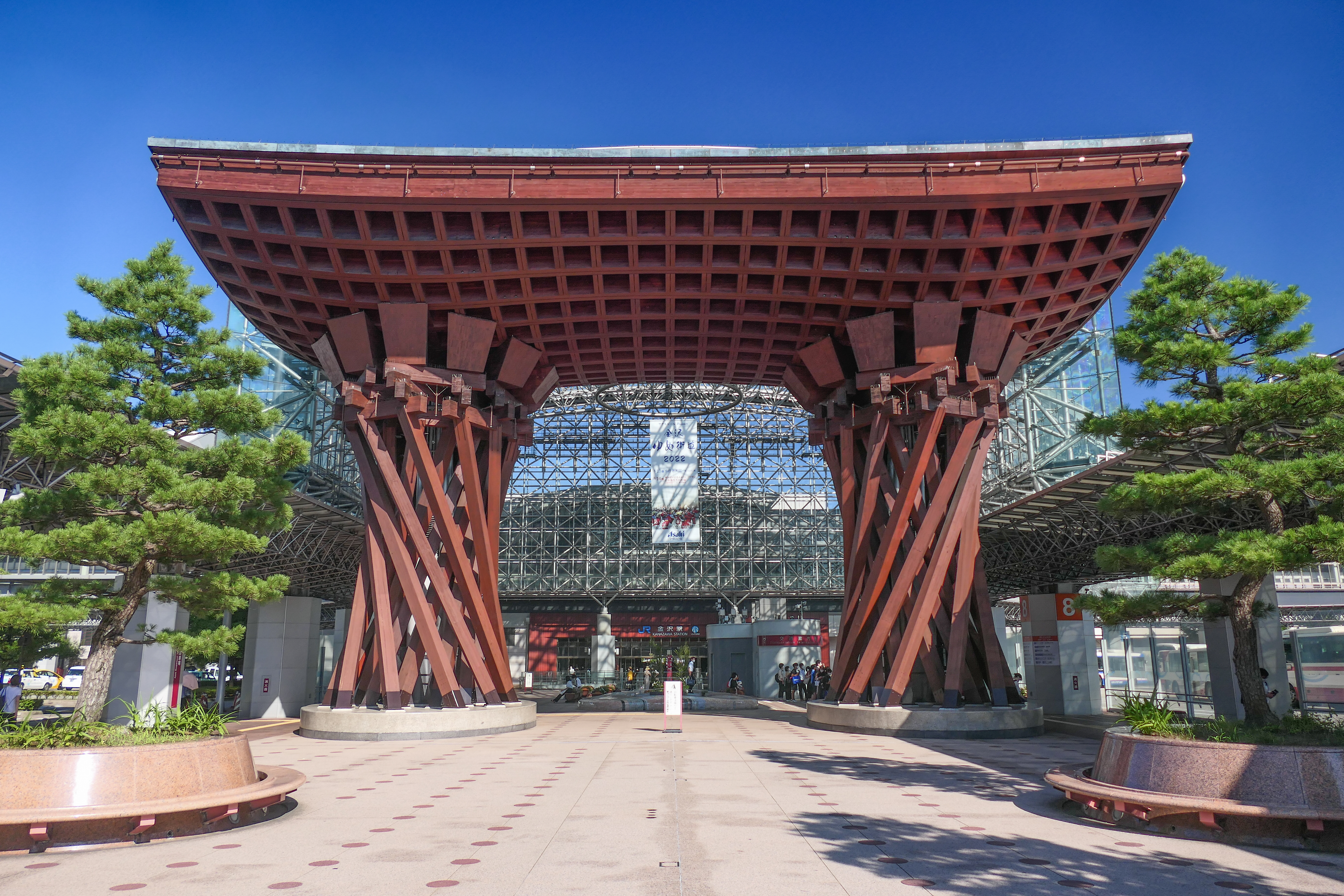
Le portail de la gare de Kanazawa.

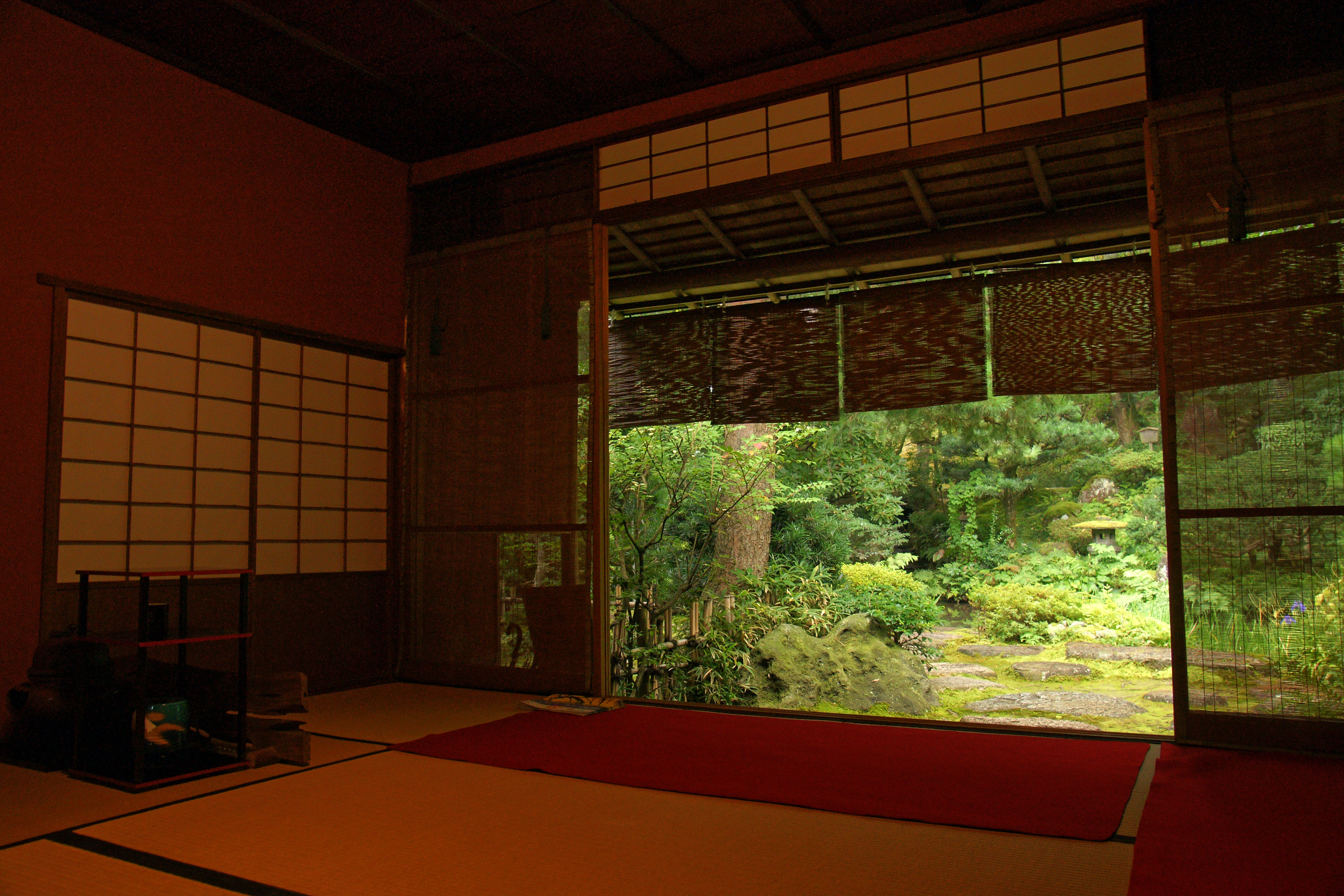
Maison de thé du jardin Gyokusen-en.

### Sites
- L'un des trois plus beaux jardins du Japon, le Kenroku-en, dans lequel se trouve la plus ancienne fontaine du Japon
- Juste à côté : le Musée préfectoral des arts et métiers traditionnels d'Ishikawa: belle collection de céramiques, tissus, etc. Démonstrations chaque samedi et dimanche[4]
- Les ruines du château de Kanazawa
- L'ancien quartier de geisha, appelé le « quartier du thé de l'est » (Higashi Chaya Machi 東茶屋街), dont la Maison Shima ; (à proximité, le quartier Shimi Chaya Machi, autre quartier restauré de geishas, dont une seule rue discrète (aux maisons fermées) mérite le détour
- Le quartier et les maisons de samouraïs à Naga-machi (長町). Quelques résidences de samouraïs (Bukeyashiki 武家屋敷) et artisans authentiques, vieilles de plus de deux cents ans, sont visitables, dont la maison Nomura
- Le Myôryu-ji, aussi appelé (Ninja-dera 忍者寺) en référence à ces multiples pièges et passages secrets
- L'une des maisons de thé les plus anciennes du Japon est présente dans le Gyokusen-en (玉泉園), le jardin de la famille Nishida.
- Le musée du XXIe siècle[5] (Nijuuisseiki Bijutsukan 21世紀美術館), musée d'art contemporain conçu par les architectes SANAA
- Ōmicho Ichiba (近江町市場), marché qui existe depuis l'époque d'Edo
- Kanazawa est également réputée pour ses arts traditionnels tels le Kaga-yûzen (加賀友禅, art de la peinture sur soie et de la fabrication du kimono), le nō et les bois laqués (Shikki, 漆器 ou Haku, 箔, avec utilisation de feuilles d'or)
- La Seisonkaku, construite par le daimyo Maeda Nariyasu comme maison de retraite pour sa mère Shinryu-in (眞龍院?)

- Entre Takayama et Kanazawa, deux sites Unesco remarquables, les villages-musées de Gokayama et Shirakawa-gō.

### Cuisine locale

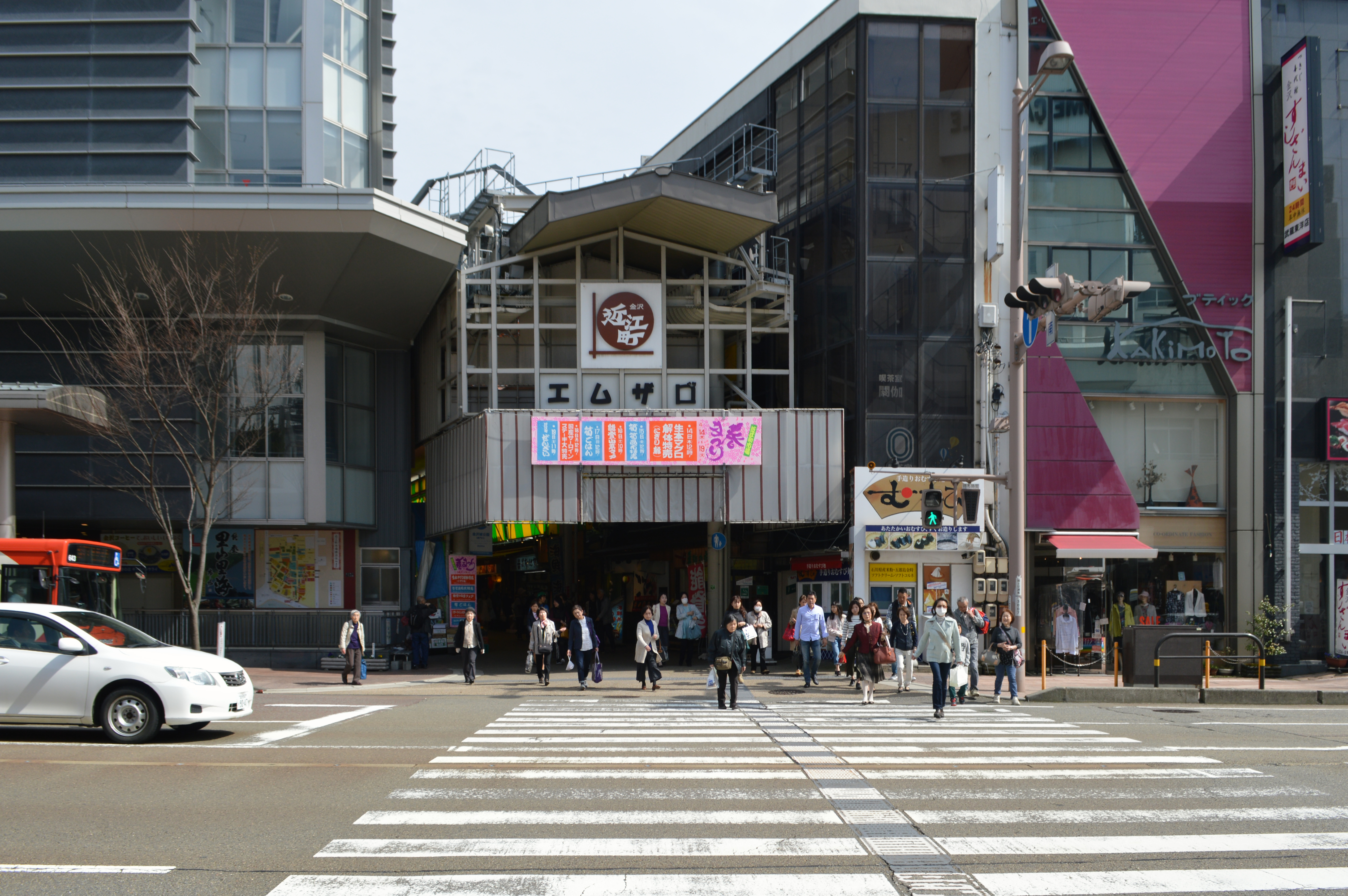
Le célèbre marché d'Ōmicho Ichiba datant de l'époque d'Edo.

Kanazawa est connue pour sa cuisine traditionnelle, particulièrement les plats mettant en valeur les produits de la mer comme la crevette, le crabe, les sushis et sashimis.
Autres mets locaux :
- fuku ume (福梅) : léger biscuit en forme de fleur de prunier, rose ou blanc, protégeant de la pâte de haricot rouge sucrée (Anko 餡こ) ;
- kaga renkon (加賀蓮根) : racine de lotus ;
- takenoko (筍) : pousses de bambou bouillies.

## Personnalités liées
- L'artiste laqueur Shōgyo Ōba, Trésor national vivant du Japon, est né à Kanazawa le 15 mars 1916
- Naoharu Yamashina (1918-1997), né à Kanazawa, entrepreneur et industriel japonais, fondateur du groupe Bandai.

## Urbanisme
La ville comprend deux gratte-ciel dont le plus ancien et le plus haut est la Porte Kanazawa

## Jumelages
- Buffalo (États-Unis) depuis le 18 décembre 1962
- Porto Alegre (Brésil) depuis le 20 mars 1967
- Irkoutsk (Russie) depuis le 20 mars 1967
- Gand (Belgique) depuis le 4 octobre 1971
- Nancy (France) depuis le 12 octobre 1973
- Suzhou (Chine) depuis le 13 juin 1981
- Jeonju (Corée du Sud) depuis le 30 avril 2002